# 諏訪之瀨島
諏訪之瀨島（日语：／ Suwanose-jima）是吐噶喇群島中的一個島嶼，為一個火山島。面积约27平方公里，海岸线长27公里，岛上的御岳山（御岳火山）海拔799米。
行政區劃上，屬於日本鹿兒島縣鹿兒島郡十島村。截止2015年12月31日，島上有人口71人。2024年1月14日，御岳火山喷发。